# Gang du Flush Royal
Le gang du Flush Royal (Royal Flush Gang en anglais) est un groupe de personnages de fiction de DC Comics. Il apparaît pour la première fois dans Justice League of America #43 en mai 1966. Les noms des membres du groupe sont généralement l'As, le Roi, la Reine, le Valet et le Dix, soit la combinaison du flush royal au poker. Au cours des différentes histoires, plusieurs personnages ont interprété les cartes. Parfois s'y ajoute Wildcard (le Joker).

## Apparitions dans d'autres médias

### La Ligue des justiciers
Ils sont recrutés par le Joker à Las Vegas, qui y avait posé des bombes. Ce sont des méta humains, hormis Ace, manipulé par le Joker et qui se révoltera contre ce dernier.
Ils redeviennent normaux dans l'épilogue et Ace meurt dans les bras de Batman.

### Batman, la relève
C'est une famille de criminels : un couple avec un fils, une fille et un androïde.

### Batman, l'Alliance des héros
Ils sont quatre hors-la-loi du Far West.

### La Ligue des justiciers: Échec
Ils ont des rôles mineurs. Ils apparaissent au début du film.